# Ophiogomphus anomalus
Ophiogomphus anomalus је инсект из реда Odonata и фамилије Gomphidae. 

## Угроженост
Ова врста није угрожена, и наведена је као последња брига јер има широко распрострањење.

## Распрострањење
Врста има станиште у Канади и Сједињеним Америчким Државама.

## Популациони тренд
Популација ове врсте је стабилна, судећи по доступним подацима.

## Станиште
Станишта врсте су шуме, речни екосистеми и слатководна подручја.